# Rignac (Aveyron)
 Rignac  (en occitano Rinhac) es una población y comuna francesa, situada en la región de Mediodía-Pirineos, departamento de Aveyron, en el distrito de Rodez y cantón de Rignac.

## Demografía
| 1541 | 1675 | 1571 | 1585 | 1668 | 1658 |
| Para los censos de 1962 a 1999 la población legal corresponde a la población sin duplicidades (Fuente: INSEE [Consultar]) |      |      |      |      |      |